# Петко Татаров
Петко Златанов Татаров е български архитект.

## Биография
Роден е на 14 ноември 1925 г. в село Смилец, окръг Пловдив (по настоящем област Пазарджик).
Включва се в качеството на доброволец през първата фаза в края на Втората световна война срещу Германия, в Сърбия и Унгария.
Завършва гимназия „Нешо Бончев“ в град Панагюрище. Работи няколко години като преподавател в Панагюрище и в Пловдив, след което заминава да учи кинорежисура в Москва. Междувременно кандидатства архитектура във Висшия инженерно-строителен институт в Ленинград, където завършва с отличие архитектура специалност „Градоустройство“ през 1959 г.
Работи в „Софпроект“ (1960 – 62), в град Бамако, Мали (1962 – 64), главен проектант в „Главпроект“ (1964 – 66), директор на Научния център при Комитета по туризма (1973 – 1978), дългогодишен директор от 1978 г. на проектантския институт КНИПИ „Металпроект“.
От създаването на Съюза на архитектите в България, през март 1965 г. е избран за негов главен секретар, преизбран през 1968 г. Участва в инициирането на членството на Съюза на архитектите в България към Международния съюз на архитектите (UIA) през 1967 г., с което се създават възможности за контакти и „отваряне“ на българската архитектура към света и към експериментиране на по-леките, модерни форми. Участва, заедно с арх. Георги Стоилов, арх. Димитър Ганев и арх. Методи Писарски в българската делегация на конгресите на Международния съюз на архитектите в Париж (1965 г.), Прага (1967 г.), в Буенос Айрес (1969 г.), а през 1972 г. Варна посреща поредния конгрес на Международния съюз на архитектите. Известни архитекти от Бразилия (Оскар Нимайер), Франция, Белгия, Гърция, с по-модерно отношение към силуета и материалите, посещават България, създава се поле за обмяна на виждания, опит и интензивни творчески контакти.
Изработва генерални планове за градовете Мопти и Сегу в Мали и проектира административни сгради в град Бамако, Мали (1964). Ръководител е на колектива, проектирал реконструкцията на квартал Лозенец в София (1964 – 65).
В колектив с видни български скулптори по негови архитектурни проекти са създадени многобройни монументални архитектурно-скулптурни композиции и паметници в България:
- паметник на Алеко Константинов на лобното място на писателя по пътя между Пазарджик и Пещера, със скулптор проф. Александър Занков (1967);
- паметник на Георги Димитров в Рудозем, със скулптор Величка Белиева (1969);
- паметник на Лиляна Димитрова в Пловдив, със скулптор Пенка Минчева (1969);
- паметник „На падналите в съпротивата 1941 – 1944“ („За Свободата“) в село Кайнарджа, (Силистренско), със скулптор Александър Дяков (1969);
- паметник на Христо Дончев в село Кайнарджа, (Силистренско) със скулптор Георги Чапкънов (1974);
- мемориален комплекс „Георги Бенковски“ в Копривщица, със скулптор Христо Танев (1976);
- паметник на Петко Войвода в Крумовград, със скулптор Петър Петров.

Работил е също и със скулпторите Александър Апостолов и Надя Петренко.
По негови проекти или под негово ръководство са изградени многобройни административни сгради, спортни зали, търговски, културни и ваканционни комплекси в България и в чужбина.

## Награди и отличия
- 1983 г. – Орден „Народна република България“ – ІІІ степен;
- 1984 г. – Почетно звание „Заслужил архитект“;
- 1985 г. – Орден „Народна република България“ – ІІ степен.